# Bátorove Kosihy
Bátorove Kosihy (węg. Bátorkeszi) – wieś i gmina (obec) w powiecie Komárno w kraju nitrzańskim na Słowacji, sama wieś pierwszy raz wzmiankowana w 1156 roku.
W 2011 roku Bátorove Kosihy zamieszkiwało 3415 osób, około 78% mieszkańców stanowili Węgrzy, 18% Słowacy, 1,1% Romowie.